# Metabond
Metabond (plným názvem Metabond Magyarország Kereskedelmi Kft.) je maďarská rodinná společnost se sídlem v Győru. Zaměřuje se na vývoj, výrobu a distribuci aditiv do motorových olejů, maziv a paliv, motorových olejů a dalších prostředků pro snížení tření a zvýšení životnosti motorů.

## Historie
Společnost byla založena v roce 1991 a je od počátku registrována jako Metabond Magyarország Kft.  V roce 2008 získala rodina majitelů 100% vlastnictví značky Metabond, která byla původně vyvinuta v Německu.

## Produkty
Metabond vyrábí a distribuuje aditiva do olejů a paliv, speciální maziva a motorové oleje. Produkty jsou zaměřené na snižování tření a emisí a používají se jak v automobilovém, tak v průmyslovém sektoru.

## Kvalita a certifikace
Produkty Metabond jsou certifikovány podle mezinárodních standardů kvality ISO 9001 a ISO 14001.  Značka se profiluje jako výrobce s důrazem na snižování emisí a ekologický provoz motorů. Díky dlouholeté přítomnosti na trhu je vnímána jako stabilní a rozpoznatelná značka v oblasti aditiv a maziv, zejména ve střední Evropě.

## Mezinárodní působení
Firma má zastoupení v několika evropských zemích včetně České republiky a Slovenska. Její produkty se exportují i mimo Evropu prostřednictvím partnerských společností.

## Sponzoring
Metabond je dlouhodobě aktivní v motorsportu a podporuje zejména automobilové rally. V roce 2023 se stal jedním z partnerů WHB Győr Rally.